# سونیل کومار
سونیل کومار (به هندی: सुनील कुमार،  زادهٔ ۲۹ سپتامبر ۱۹۹۹) یک کشتی‌گیر فرنگی‌کار اهل کشور هند است.
از افتخارات وی می‌توان به کسب مدال برنز بازی‌های آسیایی ۲۰۲۲ اشاره کرد.